# X 2000

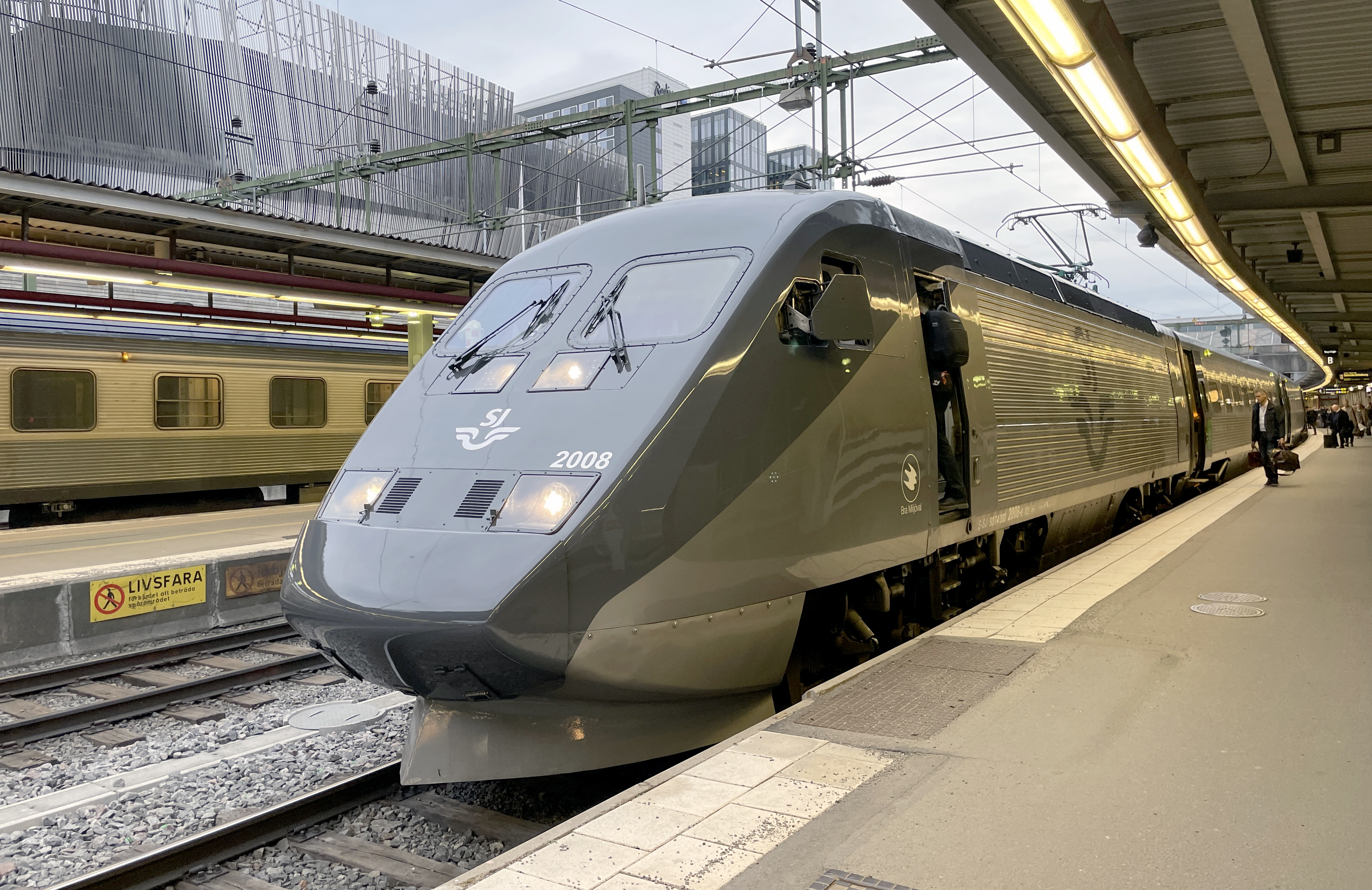
Tren X 2000 renovado en la Estación Central de Estocolmo.

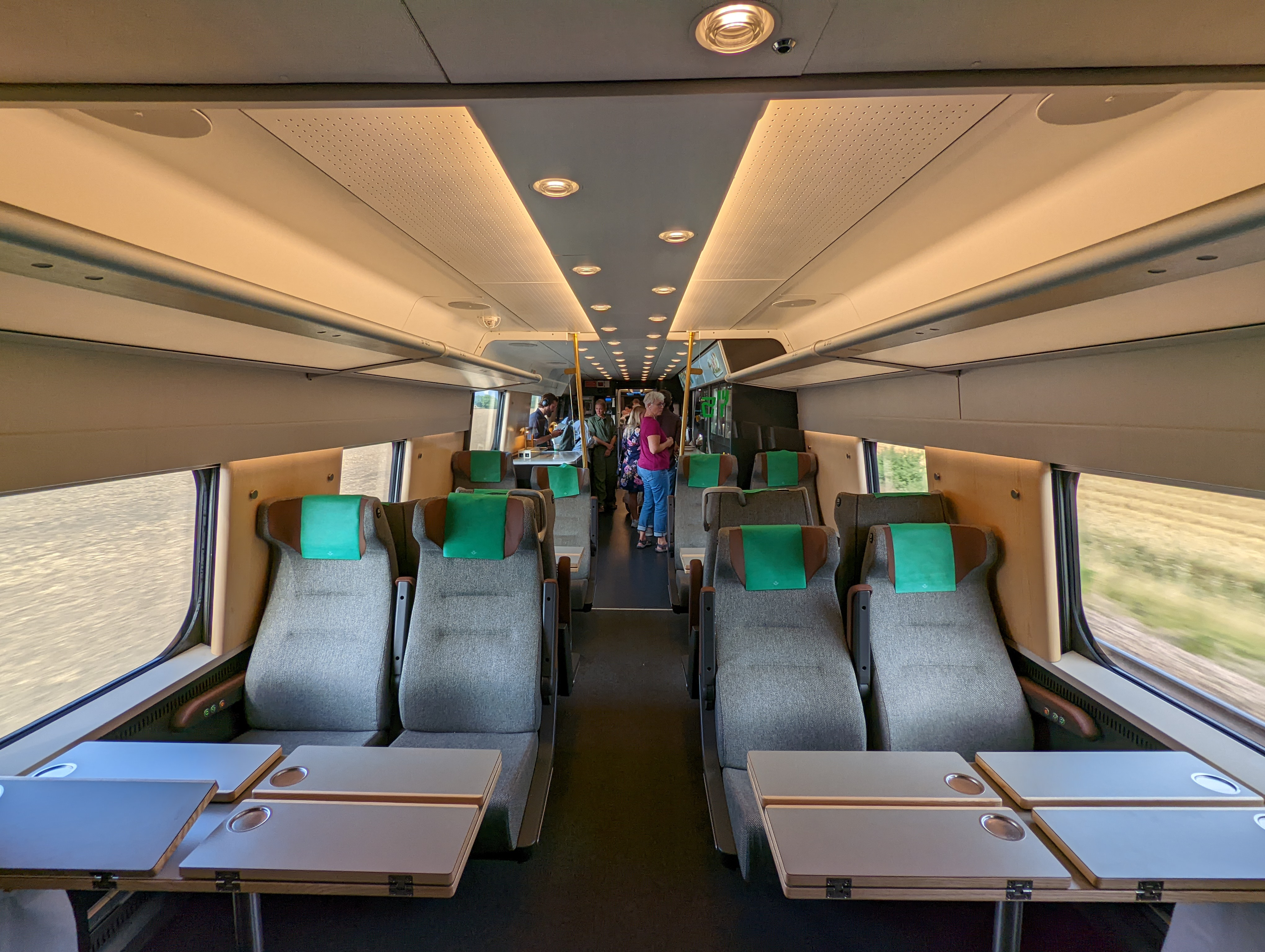
Interior de un X 2000 renovado.

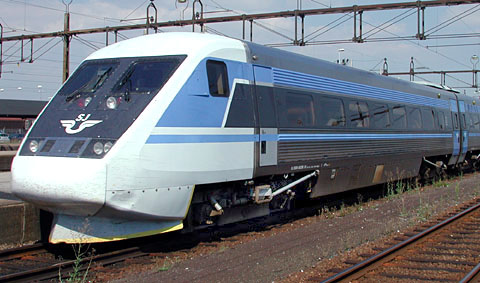
Un X 2000 con su cromática original.

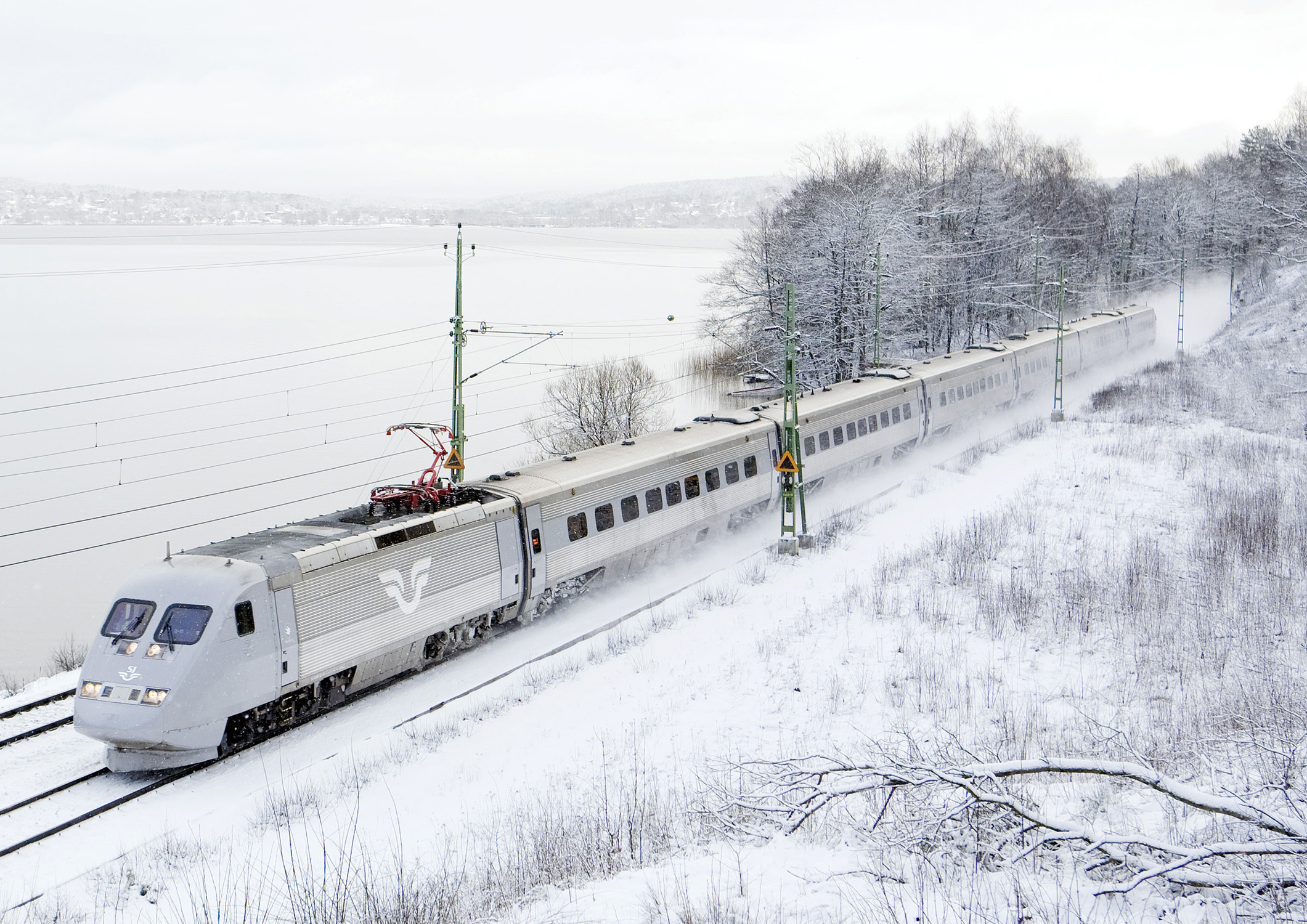
Un X 2000 pasando por la localidad de Jonsered (2007).

El X 2000 o X2 es un tren pendular sueco de alta velocidad, utilizado por la compañía SJ (Statens Järnvägar). En la actualidad tiene dos rutas principales, siendo la primera Estocolmo - Gotemburgo y la segunda Estocolmo - Malmö - Copenague.
Es el tren más rápido que se utiliza actualmente en Suecia. El hecho de ser pendular le permite adaptarse al recorrido relativamente sinuoso de la red existente. En realidad, no circula por ninguna línea de alta velocidad, sino por la red clásica. A pesar de estar diseñado para circular a una velocidad de 210 km/h, su velocidad está limitada a 200 km/h en servicios comericales (en caso de retraso puede circular a 205 km/h.). Durante un recorrido de pruebas llegó a alcanzar una velocidad de 276 km/h, convirtiéndose por aquel entonces en un récord nacional. 
El proyecto X 2000 comenzó en 1969 mediante una colaboración entre Kalmar Verkstad AB, SJ y ASEA. Las primeras pruebas iniciaron en 1970, utilizando sobre todo unidades modificadas de material rodante ya existente. En 1986, SJ hizo un pedido de 20 unidades de un nuevo tipo de tren capaz de obtener altas velocidades, circulando sobre vías convencionales. ABB fueron los encargados de fabricar los componentes electrónicos, mientras que Kalmar Verkstad AB se encargararon del diseño mecánico y construcción. Finalmente, se fabricaron un total de 44 trenes. 
En 1990, los trenes fueron puestos en servicio como un tren de solo primera clase. El precio del billete incluía comida y uso gratuito del fax del tren. A partir de 1995, se agregó la segunda clase a los trenes. Desde su puesta en servicio, los X2000 han pasado por varios proyectos de renovación, siendo el más reciente iniciado en 2017  y ejecutado a partir de 2020. 